# Kiss Me Once
Albums de Kylie Minogue
The Abbey Road Sessions
(2012) Kylie Christmas
(2015)
Singles
1. Into the Blue
Sortie : 27 janvier 2014
2. I Was Gonna Cancel
Sortie : 22 avril 2014

Kiss Me Once est le douzième album studio de l'artiste australienne Kylie Minogue, paru le 14 mars 2014 sur le continent océanien et le 17 mars 2014 en France. Il s'agit de son premier album publié sous la gestion de Jay-Z et de sa filiale Roc Nation, chez laquelle Minogue a signé un contrat en 2013. Il s'agit également du premier album studio de Minogue sorti depuis Aphrodite en 2010 .

## Genèse et enregistrement
Après la sortie de la compilation The Abbey Road Sessions en 2012, Minogue s'est séparée de son manager de longue durée, Terry Blamey, et a signé un nouveau contrat d'artiste avec la filiale du rappeur Jay-Z, Roc Nation,,. À la suite de cette nouvelle donne, Minogue a continué de travailler sur son douzième album studio au cours de l'année 2013. Des rapports ont émergé en février 2013, disant que Minogue avait travaillé avec l'auteure-compositrice Sia Furler.
En mai 2013, alors qu'elle discute de l'album avec Rolling Stone, Minogue a déclaré que celui-ci « apporte quelque chose de différent […] ce qui est cool ». Elle a également reconnu qu'elle a dû « faire quelque chose de différent », mais a ajouté que l'album « permettra de maintenir l'ADN de ce qu'est une chanson de Kylie, parce que je suis dessus. J'aime tenter de déplacer le poteau et d'expérimenter différents sons ».

## Titres et éditions
L'édition standard comporte 11 titres, tandis que l'édition spéciale inclus deux titres supplémentaires ainsi qu'un DVD. L'édition standard japonaise est composée de 13 titres, il existe également une version spéciale de 14 titres incluant un DVD bonus.

### Édition standard
| No  | Titre                                     | Auteur                                                                              | Producteur(s)                | Durée |
| --- | ----------------------------------------- | ----------------------------------------------------------------------------------- | ---------------------------- | ----- |
| 1.  | Into the Blue                             | Kelly Sheehan, Mike Del Rio, Jacob Kasher                                           | Del Rio                      | 4:08  |
| 2.  | Million Miles                             | Chelcee Grimes, Peter Wallevik, Mich Hedin Hansen, Daniel Heløy Davidsen            | Cutfather                    | 3:28  |
| 3.  | I Was Gonna Cancel                        | Pharrell Williams                                                                   | Williams                     | 3:32  |
| 4.  | Sexy Love                                 | Wayne Hector, Autumn Rowe, Peter Wallevik, Mich Hedin Hansen, Daniel Heløy Davidsen | Cutfather                    | 3:31  |
| 5.  | Sexercize                                 | Sia Furler, Marcus Lomax, Clarence Coffee, Jordan Johnson, Stefan Johnson           | The Monsters & The Strangerz | 2:47  |
| 6.  | Feels So Good (Titre original : Indiana,) | Tom Aspaul                                                                          | MNEK                         | 3:37  |
| 7.  | If Only                                   | Ariel Rechtshaid, Justin Louis Raisen, Daniel Nigro                                 | Rechtshaid, Raisen           | 3:21  |
| 8.  | Les Sex                                   | Amanda Warner, Peter Wade Keusch, JD Walker, William Rappaport, Henri Lanz          | Wade, GoodWill & MGI, Walker | 3:47  |
| 9.  | Kiss Me Once                              | Furler, Jesse Shatkin                                                               | Shatkin                      | 3:17  |
| 10. | Beautiful (avec Enrique Iglesias)         | Enrique Iglesias, Mark Taylor                                                       | Metrophonic                  | 3:24  |
| 11. | Fine                                      | Kylie Minogue, Karen Poole, Chris Loco                                              | Loco                         | 3:36  |

### Édition spéciale - Titres bonus
(Inclus DVD)
| No  | Titre                   | Auteur                              | Producteur(s) | Durée |
| --- | ----------------------- | ----------------------------------- | ------------- | ----- |
| 12. | Mr President            | Sheehan, Tommy Trash                | Trash         | 4:11  |
| 13. | Sleeping with the Enemy | Minogue, Claude Kelly, Greg Kurstin | Kurstin       | 3:54  |

### Édition standard japonaise - Titres bonus
| 12.   | Sparks                                          | Poole - Matt Schwartz       | Poole - Matt Schwartz      | 3:32 |
| 13.   | Into the Blue (Yasutaka Nakata (CAPSULE) Remix) | Sheehan - Del Rio - Hindlin | Sheenan - Del Rio - Nakata | 6:36 |
| 48:38 |                                                 |                             |                            |      |

### Édition spéciale japonaise - Titres bonus
(Inclus DVD)
| 12.   | Mr. President           | Sheehan - Hindlin - Minogue | Olsen - Sheehan  | 4:11 |
| 13.   | Sleeping with the Enemy | Kelly - Kurstin             | Kurstin - Kearns | 3:34 |
| 14.   | Sparks                  | Poole - Schwartz            | Poole - Schwartz | 3:32 |
| 50:25 |                         |                             |                  |      |

### DVD bonus inclus dans les éditions spéciales internationales et japonaises
| No | Titre                                         | Réalisateur(s) | Durée |
| -- | --------------------------------------------- | -------------- | ----- |
| 1. | Into the Blue (vidéo-clip)                    | Dawn Shadforth | 4:26  |
| 2. | Making of Into the Blue Video                 |                | 6:34  |
| 3. | Into the Blue (Trailer)                       |                | 0:17  |
| 4. | Behind the Scenes of Kiss Me Once Photo Shoot |                | 3:32  |
| 5. | Kylie on Kiss Me Once                         |                | 12:59 |